# Петров, Пётр Петрович
Пётр Петрович Петров (1850—1928) — русский химик-технолог, заслуженный профессор Императорского Московского технического училища, заслуженный профессор Московского высшего технического училища. Заслуженный деятель науки и техники РСФСР (1927).

## Биография
Родился 19 февраля 1850 года[по какому календарю?]. Воспитанник Московского воспитательного дома. В 1868 году окончил Московское ремесленное учебное заведение при Московском воспитательном доме и в том же году продолжил обучение в организованном на базе этого учебного заведения Императорском московском техническом училище, в первом выпуске которого в 1871 году получил серебряную медаль и звание инженера-технолога. Работал в техническом училище лаборантом на кафедре красящих веществ.
В 1872 году стал сотрудником Комитета по устройству московской Политехнической выставки. За отличную работу во время её проведения был награждён золотой медалью и после открытия в декабре 1872 года Музея прикладных знаний, основой для которого послужили экспонаты Политехнической выставки, был зачислен в его штат на должность хранителя; с 1880 года — секретарь, затем — заведующий техническим отделением музея; в 1898—1918 годах был председателем правления, а в 1918—1928 гг. — директором музея.
Продолжая работать в Московском техническом училище, он защитил в 1878 году диссертацию «Краткое руководство по ситцепечатанию» (М.: типо-лит. С. П. Архипова и К°, 1881) и получил должность доцента; Совет технического училища присвоил ему (первому в училище) степень «учёный инженер». Одновременно, с 1884 года в течение 33 лет он преподавал товароведение в Московской практической академии коммерческих наук, где впервые ввёл практические занятия по товароведению, создал товарный кабинет, товарную лабораторию и музей.
С 1888 года, получив должность профессора, заведовал в Императорском техническом училище кафедрой химической технологии волокнистых веществ.
В 1890-х годах, вместе с Я. Я. Никитинским, принимал непосредственное участие в разработке проекта, постройке и оборудовании Московского промышленного училища в память 25-летия царствования императора Александра II (с 1918 года — Московский химический техникум, на базе которого в 1920 году был создан Московский химико-технологический институт, в котором Петров читал курс химической технологии волокнистых веществ).
Также он преподавал товароведение в Московском коммерческом институте со дня его основания в феврале 1907 года; в 1908 году организовал кафедру товароведения и заведовал ею до 1918 года; был членом Учебного комитета института.
В 1909 году был избран в Совет Общество содействия успехам опытных наук и их практических применений.
После 1917 года являлся членом, консультантом, экспертом всевозможных комитетов, секций, советов при министерствах и ведомствах. В 1917—1923 годах проводил большую работу по организации производства текстильных товаров, меховой промышленности. В 1918—1921 гг. был профессором Военно-хозяйственной академии РККА. В 1922 году получил почётное звание Герой Труда, в 1927 году звание заслуженного деятеля науки и техники РСФСР. В 1920-х гг. вёл курс химической технологии волокнистых веществ.
Умер 9 октября 1928 года.